# AMD Performance Library
AMD Performance Library (APL) — высокопроизводительная библиотека, состоящая из набора низкоуровневых API для обработки изображений, сигналов, JPEG и видео. Эти API выполнены с использованием многопоточности и параллелизма (Multi-Threading and instruction level parallelization(SIMD)) для обеспечения максимальной производительности на многоядерных AMD процессорах. Доступно для 32- и 64-битных процессоров под операционными системами Linux, MS Windows и Solaris. Первоначально разработано фирмой AMD, впоследствии реализуется в free software проекте Framewave, под лицензией Apache Software License.
- Простой интерфейс со следующими возможностями:
  - MMX
  - SSE, SSE2
  - Многоядерные ЦПУ

- Ускоренная разработка мультимедийных проектов
  - Медиаплееры
  - Кодеки
  - Редакторы изображений
  - Приложения для работы со звуком

- Более лёгкая реализация многопоточности

## APL 1.1
В релизе APL 1.1 от 19 сентября 2007 были добавлены:
- Поддержка видео декодирования (H.264)
- Поддержка JPEG
- Оптимизация под процессоры AMD «Barcelona» quad-core
- Поддержка Sun-компиляторов (Sun Studio для Solaris)